# Sporting Atlético
El Sporting Atlético es un club de fútbol español, filial del Real Sporting de Gijón, que compite en la Tercera Federación. Disputa sus partidos como local en el campo n.º 1 de la Escuela de fútbol de Mareo, denominado Pepe Ortiz en honor al que fuera futbolista y delegado del Sporting. Según las normas, como filial, ha de jugar en, al menos, una categoría inferior a la del primer equipo y no le está permitido participar en la Copa del Rey.

## Historia
Su origen data de 1960, cuando el Real Sporting de Gijón comenzó a tener un equipo filial propio: el Club Deportivo Gijón. Anteriormente, el Sporting había establecido convenios de colaboración con diversos clubes de la ciudad, aunque estos continuaban siendo totalmente independientes. El 30 de julio de 1966 llegó a un acuerdo con la Sociedad Deportiva La Camocha para que esta pasase a ser el primer filial del Sporting, dejando al C. D. Gijón como segundo filial, ya que la S. D. La Camocha militaba en Tercera División, mientras que el Deportivo Gijón lo hacía en Primera Categoría Regional. Al año siguiente, de cara a la temporada 1967-68, el Sporting adquirió definitivamente los derechos federativos de la S. D. La Camocha, le cambió el nombre a Club Atlético Gijón y pasó a disputar sus partidos en el campo de Los Fresno, además de nombrar presidente a Miguel Díaz Negrete. Al descender el Atlético Gijón en la temporada 1969-70 a Primera Categoría Regional, liga en la que ya militaba su segundo filial, el Deportivo Gijón, el Sporting decidió deshacerse del Atlético y se quedó con el Deportivo como único filial.  
En la temporada 1971-72 quedó subcampeón de 1.ª Categoría Regional y jugó la promoción de ascenso a Tercera División frente al C. D. Acero, en la que fue derrotado por un global de 8-3 —1-1 en casa y 7-2 fuera—. En la temporada 1974-75 debutó en Tercera División, tras haberse proclamado campeón de Regional Preferente el curso previo. Para la campaña 1979-80, después de lograr un nuevo ascenso, esta vez a Segunda División B, cambió su denominación por la de Sporting de Gijón Atlético y, en 1983, se proclamó campeón de la Copa de la Liga de dicha categoría. En 1991 la Real Federación Española de Fútbol introdujo una nueva ley en su Reglamento General obligando a los clubes a convertirse en Sociedades Anónimas Deportivas y a que los filiales fuesen integrados en la estructura del primer equipo e incorporasen el apellido "B" para ser diferenciados, pasando entonces a denominarse Real Sporting de Gijón "B".
Durante la década de los noventa, el equipo logró acceder a los play-off por el ascenso a Segunda División en tres ocasiones, dos de ellas como campeón de su grupo de Segunda B —temporadas 1995-96 y 1996-97—, aunque no consiguió la promoción de categoría en ninguno de los intentos. En la temporada 2001-02, siendo entrenador del equipo Marcelino García Toral, descendió a Tercera División, regresando de nuevo a la categoría de bronce en la campaña 2007-08. En la temporada 2008-09, el Sporting "B" se vio obligado a disputar la promoción para evitar el descenso frente al U. D. Las Palmas Atlético, conjunto al que venció por un global de 4-0, logrando así la permanencia. En la temporada 2010-11 volvió a descender pero, el descenso administrativo de la Cultural y Deportiva Leonesa, propició que el filial rojiblanco recuperase la categoría tras abonar 395 000 euros por la plaza vacante.
En julio de 2023 la Real Federación Española de Fútbol aceptó la petición de cambio de nombre para volver a denominarse Sporting Atlético.

## Estadio
Disputa sus partidos como local en el campo Pepe Ortiz de la Escuela de fútbol de Mareo, que posee una grada con una capacidad aproximada para 3000 espectadores. Ocasionalmente, también ha disputado encuentros en el estadio El Molinón.

## Datos del club
- Temporadas en 2.ª: 0
- Temporadas en 2.ª B: 31
  - Mejor puesto: 1.º (1995-96 y 1996-97)
  - Peor puesto: 19.º (2010-11)
- Temporadas en Tercera: 18
  - Mejor puesto: 1.º (1978-79, 1980-81, 1988-89 y 2016-17)
  - Peor puesto: 15.º (1976-77)

## Trayectoria
| Temporada | Nivel | Categoría              | Puesto | Copa del Rey |
| --------- | ----- | ---------------------- | ------ | ------------ |
| 1966–67   | 5     | 2.ª Regional           | 1.º    |              |
| 1967–68   | 4     | 1.ª Categoría Regional | 3.º    |              |
| 1968–69   | 4     | 1.ª Categoría Regional | 2.º    |              |
| 1969–70   | 4     | 1.ª Categoría Regional | 2.º    |              |
| 1970–71   | 4     | 1.ª Categoría Regional | 11.º   |              |
| 1971–72   | 4     | 1.ª Categoría Regional | 2.º    |              |
| 1972–73   | 4     | 1.ª Categoría Regional | 8.º    |              |
| 1973–74   | 4     | 1.ª Categoría Regional | 1.º    |              |
| 1974–75   | 3     | 3.ª División           | 11.º   | 2.ª Ronda    |
| 1975–76   | 3     | 3.ª División           | 8.º    | 3.ª Ronda    |
| 1976–77   | 3     | 3.ª División           | 15.º   | 1.ª Ronda    |
| 1977–78   | 4     | 3.ª División           | 2.º    | 1.ª Ronda    |
| 1978–79   | 4     | 3.ª División           | 1.º    | 1.ª Ronda    |
| 1979–80   | 3     | 2.ª División B         | 17.º   | 1.ª Ronda    |
| 1980–81   | 4     | 3.ª División           | 1.º    |              |
| 1981–82   | 3     | 2.ª División B         | 12.º   | 1.ª Ronda    |
| 1982–83   | 3     | 2.ª División B         | 16.º   |              |
| 1983–84   | 3     | 2.ª División B         | 13.º   |              |
| 1984–85   | 3     | 2.ª División B         | 10.º   |              |
| 1985–86   | 3     | 2.ª División B         | 16.º   | 1.ª Ronda    |
| 1986–87   | 4     | 3.ª División           | 4.º    |              |
| 1987–88   | 4     | 3.ª División           | 2.º    | 1.ª Ronda    |
| 1988–89   | 4     | 3.ª División           | 1.º    |              |
| 1989–90   | 3     | 2.ª División B         | 11.º   |              |
| 1990–91   | 3     | 2.ª División B         | 12.º   |              |
| 1991–92   | 3     | 2.ª División B         | 3.º    |              |
| 1992–93   | 3     | 2.ª División B         | 14.º   |              |
| 1993–94   | 3     | 2.ª División B         | 12.º   |              |
| 1994–95   | 3     | 2.ª División B         | 5.º    |              |
| 1995–96   | 3     | 2.ª División B         | 1.º    |              |
| 1996–97   | 3     | 2.ª División B         | 1.º    |              |
| 1997–98   | 3     | 2.ª División B         | 8.º    |              |
| 1998–99   | 3     | 2.ª División B         | 7.º    |              |
| 1999–2000 | 3     | 2.ª División B         | 12.º   |              |

| Temporada | Nivel | Categoría         | Puesto |
| --------- | ----- | ----------------- | ------ |
| 2000–01   | 3     | 2.ª División B    | 5.º    |
| 2001–02   | 3     | 2.ª División B    | 17.º   |
| 2002–03   | 4     | 3.ª División      | 3.º    |
| 2003–04   | 4     | 3.ª División      | 3.º    |
| 2004–05   | 4     | 3.ª División      | 5.º    |
| 2005–06   | 4     | 3.ª División      | 7.º    |
| 2006–07   | 4     | 3.ª División      | 4.º    |
| 2007–08   | 4     | 3.ª División      | 2.º    |
| 2008–09   | 3     | 2.ª División B    | 16.º   |
| 2009–10   | 3     | 2.ª División B    | 12.º   |
| 2010–11   | 3     | 2.ª División B    | 19.º   |
| 2011–12   | 3     | 2.ª División B    | 10.º   |
| 2012–13   | 3     | 2.ª División B    | 13.º   |
| 2013–14   | 3     | 2.ª División B    | 9.º    |
| 2014–15   | 3     | 2.ª División B    | 11.º   |
| 2015–16   | 3     | 2.ª División B    | 17.º   |
| 2016–17   | 4     | 3.ª División      | 1.º    |
| 2017–18   | 3     | 2.ª División B    | 2.º    |
| 2018–19   | 3     | 2.ª División B    | 11.º   |
| 2019–20   | 3     | 2.ª División B    | 15.º   |
| 2020–21   | 3     | 2.ª División B    | 18.º   |
| 2021–22   | 5     | 3.ª División RFEF | 2.º    |
| 2022–23   | 5     | 3.ª Federación    | 2.º    |
| 2023–24   | 5     | 3.ª Federación    | 2.º    |
| 2024–25   | 5     | 3.ª Federación    |        |

## Palmarés

### Torneos nacionales
- Copa de la Liga de Segunda División B (Grupo I) (1): 1983.
- Segunda B (2): 1995–96 y 1996–97.
- Subcampeón de Segunda B (1): 2017-18.
- Tercera  (4): 1978–79, 1980–81, 1988–89 y 2016-17.
- Subcampeón de Tercera División (6): 1977–78, 1987–88, 2007–08 2021-22, 2022-23 y 2023-24.

### Torneos autonómicos
- Campeonato de Asturias de Aficionados (4): 1962-63, 1963-64, 1965-66, 1969-70.
- Subcampeón del Campeonato de Asturias de Aficionados (5): 1976-77, 1978-79, 1980-81, 1981-82, 1982-83.
- 1.ª Categoría Regional (1): 1973-74.
- Subcampeón de la 1.ª Categoría Regional (3): 1968-69, 1969-70 y 1971-72.
- Segunda Regional (1): 1966-67.

### Trofeos amistosos
- Trofeo Villa de Jovellanos (9): 1980, 1990, 1994, 1996, 2000, 2008, 2011, 2023 y 2024.
- Trofeo San Agustín (2): 1981 y 1982.
- Trofeo Hermanos Tarralva: (2) 1983 y 2000.
- Torneo Memorial Pepe Ortíz (2): 2012 y 2014.
- Trofeo Memorial Manolo Preciado (1): 2013.
- Trofeo Emma Cuervo (1): 2008.
- Trofeo San Roque (1): 1986.
- Trofeo Gómez Lozana (1): 1985.
- Trofeo Real Ávila (1): 1984.
- Trofeo Memorial Aniceto Campa: (1) 1979.